# Pilea daguensis
Pilea daguensis är en nässelväxtart som beskrevs av Ellsworth Paine Killip. Pilea daguensis ingår i släktet pileor, och familjen nässelväxter. Inga underarter finns listade i Catalogue of Life.